# The Departed
The Departed is een Amerikaanse misdaadfilm uit 2006 die geregisseerd werd door Martin Scorsese. De film is een remake van de Hongkongse misdaadfilm Infernal Affairs (2002) en werd geschreven door William Monahan. De hoofdrollen worden vertolkt door Leonardo DiCaprio, Matt Damon en Jack Nicholson. The Departed won vier Oscars, waaronder die voor beste film en beste regisseur.

## Verhaal
Colin Sullivan wordt als kind in de georganiseerde misdaad van Boston geïntroduceerd door de Iers-Amerikaanse gangster Frank Costello. In de loop der jaren groeit Sullivan uit tot een vertrouweling van Costello en tevens diens infiltrant bij de Massachusetts State Police. Sullivan promoveert uiteindelijk naar de Special Investigations Unit, de afdeling die verantwoordelijk is voor het onderzoek naar georganiseerde misdaad.
Billy Costigan staat op het punt af te studeren aan de politieacademie. Omdat zijn familie banden had met de georganiseerde misdaad is hij de geschikte persoon om te infiltreren in het milieu van Costello. Hij wordt gerekruteerd door politiekapitein Queenan en diens rechterhand Dignam. Om zijn infiltratie geloofwaardig te maken, brengt hij tijd door in de gevangenis.
Terwijl beide mannen met succes infiltreren, begint Sullivan een relatie met de psychiater Madolyn Madden. Een van haar patiënten is Costigan, met wie ze stiekem een relatie begint. Tijdens een undercoveroperatie waarbij misdaadbaas Costello weet te ontsnappen, komen zowel Costigan als Sullivan te weten dat ook de tegenpartij een mol heeft.
Costigan schaduwt Costello en volgt hem naar een pornobioscoop. Daar ontdekt hij dat Costello informatie bezorgt aan Sullivan. Costigan volgt Sullivan door de straten van Chinatown, maar geen van beide weet de identiteit van de andere te achterhalen.
Later laat Sullivan politiekapitein Queenan schaduwen wanneer die op het dak van een flatgebouw een afspraak heeft met Costigan. Costello stuurt zijn mannen op de afspraak af. Om de identiteit van zijn undercoveragent te beschermen, besluit Queenan om de handlangers alleen te confronteren, waarna ze hem vermoorden door hem van het dak van het flatgebouw te gooien. Buiten stoten de handlangers op Costigan, die doet alsof hij hen kwam helpen. Na de dood van Queenan neemt zijn rechterhand Dignam ontslag. Dignam vermoedt dat Sullivan de mol is en weigert met hem samen te werken.
Via Queenans telefoon weet Sullivan zijn rivaal Costigan te bereiken, maar die weigert zijn undercoveroperatie te staken. Via het dagboek van Queenan komt Sullivan ook te weten dat Costello eigenlijk een FBI-informant is, waardoor hij begint te vrezen dat ook zijn identiteit zal worden onthuld.
Costigan slaagt erin om te achterhalen waar Costello een cocaïnedeal zal afronden. De politie houdt alles in de gaten en grijpt in. Het komt tot een vuurgevecht tussen de politieagenten en Costello's handlangers. De misdaadbaas zelf botst tijdens het vuurgevecht op zijn eigen infiltrant Sullivan. Hij bekent voor de FBI te werken en probeert Sullivan dood te schieten, waarna hij zelf wordt doodgeschoten door zijn vroegere protegé.
Via een cd die hij van Costigan gekregen heeft, komt Sullivan te weten dat Costello al zijn gesprekken met zijn mol opnam. Madolyn krijgt de cd te horen, waardoor ze beseft dat Sullivan een bedrieger is. Sullivan en Costigan besluiten vervolgens af te spreken op het dak waar Queenan vermoord werd. Tijdens hun gesprek wordt Sullivan gehandboeid door Costigan. Wanneer hij met de lift naar beneden wil, duikt politieagent Brown op, die de situatie niet helemaal vertrouwt. Costigan leidt Sullivan via de lift naar beneden. Wanneer ze de benedenverdieping bereiken duikt ook politieagent Barrigan op. Die schiet Costigan en vervolgens Brown dood, waarna hij onthult ook een mol van Costello te zijn. Sullivan ziet zijn kans schoon en schiet vervolgens Barrigan dood. Nadien doet Sullivan alsof Barrigan de mol was waarnaar de politie al die tijd op zoek was en eist hij dat Costigan een eremedaille krijgt voor zijn verdiensten.
Op de begrafenis van Costigan merkt Sullivan op dat Madolyn verdrietig is. Hij probeert haar te spreken, maar ze negeert hem en wandelt weg. Wanneer Sullivan in zijn appartement aankomt, wordt hij verrast door Dignam, die hem vervolgens doodschiet.

## Rolverdeling
| Acteur            | Personage                       |
| ----------------- | ------------------------------- |
| Leonardo DiCaprio | William "Billy" Costigan, Jr.   |
| Matt Damon        | Sergeant Colin Sullivan         |
| Jack Nicholson    | Francis "Frank" Costello        |
| Mark Wahlberg     | Sergeant Sean Dignam            |
| Martin Sheen      | Kapitein Oliver Charles Queenan |
| Ray Winstone      | Arnold "Frenchy" French         |
| Vera Farmiga      | Dr. Madolyn Madden              |
| Anthony Anderson  | Trooper Brown                   |
| Alec Baldwin      | Kapitein George Ellerby         |
| Kevin Corrigan    | Sean Costigan                   |
| James Badge Dale  | Trooper Barrigan                |
| David O'Hara      | "Fitzy" Fitzgibbons             |
| Mark Rolston      | Timothy Delahunt                |

## Productie

### Ontwikkeling en casting
|                                                          |  |  |
| Hoofdrolspelers Leonardo DiCaprio (links) en Matt Damon. |  |  |

In 2002 ging de Hongkongse misdaadfilm Infernal Affairs in première. De film was erg succesvol, waarna elke grote Hollywoodstudio probeerde om de rechten op de remake te bemachtigen. In januari 2003 verkocht Media Asia de rechten op een remake voor 1,75 miljoen dollar aan Warner Bros. en Plan B Entertainment, het productiebedrijf van Brad Grey en acteur Brad Pitt. Datzelfde jaar werd William Monahan in dienst genomen om een scenario te schrijven voor de remake. Monahan verplaatste het originele verhaal naar het het Iers-Amerikaanse en katholieke milieu van Boston, hetgeen regisseur Martin Scorsese erg aansprak.
In maart 2004 werd bekendgemaakt dat Scorsese de film zou regisseren met Leonardo DiCaprio en Brad Pitt als hoofdrolspelers. Pitt haakte uiteindelijk af omdat hij zich te oud vond om het hoofdpersonage Colin Sullivan te vertolken, maar bleef wel als producent aan het project verbonden. Kenneth Lonergan, die een kennis van Scorsese was, raadde vervolgens aan om zijn vriend Matt Damon te casten aangezien die van Boston afkomstig was.
Voor de personages George Ellerby en Charles Queenan werden respectievelijk Mel Gibson en Robert De Niro overwogen. Beide acteurs stonden echter op het punt zelf een film te regisseren, namelijk Apocalypto (2006) en The Good Shepherd (2006). De rollen gingen uiteindelijk naar Alec Baldwin en Martin Sheen.
Voor de rol van misdaadbaas wilde Scorsese een acteur die ondanks weinig scènes de film naar zich toe kon trekken, waarop hij de rol aan Jack Nicholson voorstelde. De acteur was geïnteresseerd, maar wilde dat de rol werd uitgebreid. Daarop bedacht Monahan het idee om het personage te baseren op de beruchte Iers-Amerikaanse gangster Whitey Bulger. In januari 2005 werd Mark Wahlberg gecast als agent Dignam. Voor dat personage werden ook Ray Liotta en Denis Leary overwogen.
In april 2005 sloot Graham King een samenwerkingsovereenkomst af met Warner Bros., waarna hij eveneens een producent werd van The Departed. Het budget voor de film bedroeg 90 miljoen dollar. Zo'n 50 procent van het budget ging naar de lonen van de hoofdrolspelers.

### Opnames
Begin 2005 kreeg de productie groen licht van Warner Bros. en in het voorjaar gingen de opnames van start. Omdat de filmsterren die aan de productie verbonden waren nog andere verplichtingen hadden, gingen de opnames een half jaar eerder dan gepland van start, wat heel wat script- en tijdsproblemen opleverde. De meeste scènes werden op locatie in Boston opgenomen. Om budgettaire en logistieke redenen werden enkele scènes, die zich vooral binnen afspeelden, in New York gefilmd.
De eerste vier weken had de regisseur het gevoel dat de opnames niet volgens plan verliepen. Zo had Nicholson een conflict met Scorsese over de grootte van zijn rol en wilde hij dat het script herschreven werd. De acteur had op de set ook de gewoonte om zich erg onvoorspelbaar te gedragen. Ook Mark Wahlberg had regelmatig een probleem met de werkwijze van Scorsese, die zich op zijn beurt stoorde aan het feit dat de acteur tijdens de opnames zijn haar had laten groeien voor zijn rol in de sportfilm Invincible (2006). Wahlberg verklaarde later dat hij zich op de set vervelend had gedragen omdat hij volledig in de huid van zijn personage gekropen was. Na de opnames werd de ruzie bijgelegd en werkten Walhberg en Scorsese samen aan de tv-series Boardwalk Empire (2010–2014) en Entourage (2004–2011).
Acteur Gerard McSorley werd tijdens de opnames vervangen door Martin Sheen. Omdat de Ierse acteur al vijf dagen aan de productie had meegewerkt moesten diens scènes opnieuw opgenomen worden.

### Release en ontvangst
De film ging op 26 september 2006 in première op het filmfestival van New York. Op 6 oktober 2006 ging de film in de rest van de Verenigde Staten in première. De Nederlandse en Belgische release volgden op respectievelijk 9 november en 27 december. Wereldwijd bracht de film zo'n 289 miljoen dollar op.
The Departed kreeg overwegend positieve recensies. Op Rotten Tomatoes heeft de film een waarde van 91% en een gemiddelde score van 8,2/10, gebaseerd op 263 recensies. Op Metacritic heeft de film een gemiddelde score van 86/100, gebaseerd op 39 recensies. De film werd ook in verschillende lijstjes met beste films van het jaar en decennium opgenomen. Entertainment Weekly noemde de film een meesterwerk en rekende het tot de beste films van de jaren 2000.
Een overzicht van enkele Amerikaanse filmcritici die The Departed tot de vijf beste films van 2006 rekenden:
- Richard Roeper (Ebert and Roeper) – 1e plaats
- Kevin Smith – 1e plaats
- Peter Travers (Rolling Stone) – 1e plaats
- Kyle Smith (New York Post) – 2e plaats
- Richard Schickel (TIME) – 2e plaats
- Frank Scheck (The Hollywood Reporter) – 3e plaats
- Roger Ebert (Chicago Sun-Times) – 4e plaats
- Glenn Kenny (Premiere) – 4e plaats
- Kevin Crust (Los Angeles Times) – 5e plaats
- Stephen Hunter (The Washington Post) – 5e plaats
- Empire – 5e plaats

## Stijl en invloed
Volgens cameraman Michael Ballhaus keek Scorsese niet naar Infernal Affairs, de originele Aziatische film waarop zijn remake gebaseerd was, omdat hij er zich niet door wilde laten beïnvloeden. Hij probeerde een genrefilm te maken als eerbetoon aan het werk van misdaadregisseurs als Sam Fuller, Robert Aldrich en Don Siegel. Aan Ballhaus gaf hij de opdracht om de films T-Men (1947) en Raw Deal (1948) van Anthony Mann en enkele Japanse en Koreaanse films te bekijken als voorbereiding op de opnames. Ook de gangsterfilm Scarface (1932) diende als inspiratiebron. Zo is net als in Scarface telkens een X te zien wanneer iemand om het leven komt. Het deuntje dat Tony in Scarface fluit wanneer hij iemand vermoordt, is afkomstig van de opera Lucia di Lammermoor van Gaetano Donizetti. In The Departed woont het personage van Nicholson een voorstelling van deze opera bij.
The Departed bevat ook beelden van The Informer (1935) van regisseur John Ford. Die film gaat toepasselijk over een Ierse informant. Ford is bovendien een filmmaker die net als Scorsese bekendstaat om het gebruik van katholieke thema's in zijn werk.

## Thema's
De titel, The Departed, verwijst naar een katholiek gebed voor de doden. Vooraleer de ziel van de overledene vertrekt naar de Hemel, wordt hij gezuiverd van zijn zonden. Het gebed luidt: "Eternal rest grant unto them, O Lord, and let perpetual light shine upon them. May their souls and the souls of all the faithful departed through the mercy of God rest in peace. Amen." In de context van de film verwijst de titel naar de twee infiltranten als zondaars, aangezien ze met leugens en verraad anderen naar hun ondergang leiden.
De vader-zoonrelatie is ook een belangrijk thema in de film. Misdaadbaas Costello is voor zowel Sullivan als Costigan een vaderfiguur. Politiekapitein Queenan is als vaderfiguur de tegenpool van Costello, waardoor beide kanten van de archetypisch Iers-Amerikaanse vader vertegenwoordigd zijn in de film. Costello wordt in de film ook "Dad" genoemd door Sullivan.
Het thema "identiteit" is volgens filmcriticus Stanley Kauffmann een van de oudste thema's in drama's. Scorsese toont hoe identiteit een invloed heeft op iemands handelingen, emoties, zelfkennis en dromen.
De film eindigt met het beeld van een rat op de balustrade van een balkon terwijl op de achtergrond de Massachusetts State House te zien is. De rat was volgens Scorsese symbolisch voor het wantrouwen tussen de personages en in zekere zin ook voor het wantrouwen dat in Amerika ontstond na de aanslagen van 11 september 2001. De aanwezigheid van de Massachusetts State House is een verwijzing naar het einde van Little Caesar (1931), Scarface (1932) en White Heat (1949), misdaadfilms waarin de gangster telkens sterft net wanneer zijn ultieme ambitie binnen handbereik is.

## Prijzen en nominaties
The Departed won vier Oscars, waaronder die voor beste film en beste regisseur. Voor Martin Scorsese was het de eerste Oscar uit zijn carrière, hoewel hij al zeven keer eerder werd genomineerd. Hij kreeg de prijs uit handen van Francis Ford Coppola, Steven Spielberg en George Lucas, drie bevriende collega's die net als hij tot de Movie Brats behoren.
| Jaar | Prijs                            | Categorie                            | Genomineerde(n)                   | Uitslag     |
| ---- | -------------------------------- | ------------------------------------ | --------------------------------- | ----------- |
| 2006 | National Board of Review         | Top 10 films van het jaar            | Top 10 films van het jaar         | Gewonnen    |
| 2006 | National Board of Review         | Beste regisseur                      | Martin Scorsese                   | Gewonnen    |
| 2006 | National Board of Review         | Beste ensemblecast                   | Beste ensemblecast                | Gewonnen    |
| 2007 | Academy Awards                   | Beste film                           | Graham King                       | Gewonnen    |
| 2007 | Academy Awards                   | Beste regisseur                      | Martin Scorsese                   | Gewonnen    |
| 2007 | Academy Awards                   | Beste acteur in een bijrol           | Mark Wahlberg                     | Genomineerd |
| 2007 | Academy Awards                   | Beste scenario (adaptatie)           | William Monahan                   | Gewonnen    |
| 2007 | Academy Awards                   | Beste montage                        | Thelma Schoonmaker                | Gewonnen    |
| 2007 | Golden Globes                    | Beste film (drama)                   | Beste film (drama)                | Genomineerd |
| 2007 | Golden Globes                    | Beste regisseur                      | Martin Scorsese                   | Gewonnen    |
| 2007 | Golden Globes                    | Beste acteur in een hoofdrol (drama) | Leonardo DiCaprio                 | Genomineerd |
| 2007 | Golden Globes                    | Beste acteur in een bijrol           | Jack Nicholson                    | Genomineerd |
| 2007 | Golden Globes                    | Beste acteur in een bijrol           | Mark Wahlberg                     | Genomineerd |
| 2007 | Golden Globes                    | Beste scenario                       | William Monahan                   | Genomineerd |
| 2007 | BAFTA Awards                     | Beste film                           | Brad Pitt, Brad Grey, Graham King | Genomineerd |
| 2007 | BAFTA Awards                     | Beste regisseur                      | Martin Scorsese                   | Genomineerd |
| 2007 | BAFTA Awards                     | Beste acteur in een hoofdrol         | Leonardo DiCaprio                 | Genomineerd |
| 2007 | BAFTA Awards                     | Beste acteur in een bijrol           | Jack Nicholson                    | Genomineerd |
| 2007 | BAFTA Awards                     | Beste scenario (adaptatie)           | William Monahan                   | Genomineerd |
| 2007 | BAFTA Awards                     | Beste montage                        | Thelma Schoonmaker                | Genomineerd |
| 2007 | Screen Actors Guild Awards       | Beste acteur in een bijrol           | Leonardo DiCaprio                 | Genomineerd |
| 2007 | Screen Actors Guild Awards       | Beste cast                           | Beste cast                        | Genomineerd |
| 2007 | Directors Guild of America Award | Beste regisseur                      | Martin Scorsese                   | Gewonnen    |
| 2007 | Writers Guild of America Award   | Beste scenario (adaptatie)           | William Monahan                   | Gewonnen    |
| 2007 | Satellite Awards                 | Beste film (drama)                   | Beste film (drama)                | Gewonnen    |
| 2007 | Satellite Awards                 | Beste regisseur                      | Martin Scorsese                   | Genomineerd |
| 2007 | Satellite Awards                 | Beste acteur in een bijrol           | Leonardo DiCaprio                 | Gewonnen    |
| 2007 | Satellite Awards                 | Beste acteur in een bijrol           | Jack Nicholson                    | Genomineerd |
| 2007 | Satellite Awards                 | Beste scenario (adaptatie)           | William Monahan                   | Gewonnen    |
| 2007 | Satellite Awards                 | Beste ensemblecast                   | Beste ensemblecast                | Gewonnen    |
| 2008 | Grammy Award                     | Beste film/tv-soundtrack             | Howard Shore                      | Genomineerd |